# 얼티밋 (스포츠)
얼티밋(Ultimate)은 7명 씩 구성된 두 팀이, 가로64m, 세로37m의 필드와 가로23m, 세로37m의 엔드존으로 구분된 경기장에서 원반을 던져 주고받으며 득점을 펼치는 경기이다. 상대방 엔드존에 원반을 가지고 들어가면 터치다운이 되어 득점을 하게 된다.
2012년에는 미국에 510만 명의 얼티밋 플레이어가 있었다. 얼티밋은 다양한 연령대의 레크리에이션 팀, 학교 팀, 클럽 팀, 프로 팀, 국가 대표팀이 오픈, 여자, 혼합 부문에서 전 세계적으로 픽업 게임을 진행한다.
미국은 역사적으로 전부는 아니지만 대부분의 세계 타이틀을 획득했다. 미국팀은 2019년 U-24 세계선수권대회에서 3개 부문(여자, 남자, 혼성)을 모두 우승했고, 2016년 국가대표팀 간 대회에서도 모든 부문을 우승했다.

## 같이 보기
- 리미니
- 디스크 골프